# Fuite de Gradlon
La Fuite de Gradlon est une peinture à l'huile sur toile créée par le peintre français Évariste-Vital Luminais vers 1884, représentant le roi Gradlon et saint Guénolé à cheval, qui précipitent Dahut à la mer.
Exposée au salon de peinture et de sculpture de 1884, elle est désormais conservée au musée des Beaux-Arts de Quimper.

## Description
La Fuite de Gradlon est une œuvre de très grand format, particulièrement ambitieuse. Elle est organisée selon une division de la toile en deux bandes horizontales, l'une correspondant au ciel, et l'autre à la mer. L'arrière-plan est très calme, et laisse entrevoir la ville d'Ys, submergée par les flots. Au premier plan, une vague semble être sur le point de déferler sur un groupe de personnages. Ce groupe est composé de trois figures, placées au centre de la composition. A gauche, saint Guénolé se trouve sur un cheval, dont la tête et les membres antérieurs plongent en avant en un mouvement fantaisiste. A côté, le roi Gradlon, sur un cheval cabré de robe isabelle, saisit sa fille Dahut par le bras, tandis que la jeune fille tombe du cheval. Le doigt de saint Guénolé est pointé vers le ciel et correspond à l'extrémité d'une oblique définie par le membre antérieur droit de son cheval. La tête de Dahut, en pleine chute, est située au centre géométrique du tableau.

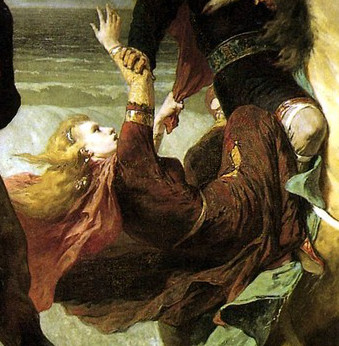
Détail du tableau.

Les couleurs de la mer et du ciel sont majoritairement froides, créant un arrière-plan sombre. Les personnages, quant à eux, sont peints dans des tons plus chauds de brun et de rouge. La vague menaçante derrière le groupe de figures est peinte avec des tons verts et gris, accompagnés de touches visibles de couleur blanche. Une forte lumière au premier plan contraste avec les nuages sombres à l'arrière.
La signature de l’artiste, « E. Luminais » apparait dans l’angle inférieur gauche du tableau.

## Histoire

### Salon de 1884
Ce tableau a été présenté au Salon de 1884, sous le numéro 1588. Évariste-Vital Luminais, qui expose depuis les années 1840, a alors déjà une excellente réputation. Le livret évoquait ainsi l'épisode représenté :
« Le roi Gradlon, surpris dans sa ville d’Ys par les eaux de l’océan, n’eut que le temps de se sauver à cheval avec sa fille et saint Guénolé. Ce dernier dit au roi “Débarrasse-toi du démon que tu portes en croupe, car c’est lui qui par ses désordres a attiré la colère du ciel”. Le roi, reconnaissant cette voix de Dieu, eut le courage d’abandonner sa fille et put aborder à l’endroit qui est devenu Douarnenez. »
Bien que les visiteurs aient été « étonnés et déroutés » par le sujet, l'œuvre obtint un grand succès, notamment grâce à son format. Soizic Bouchy-Le Strat et Laurent Silliau supposent que l’artiste cherchait à mettre en valeur et à populariser l’imaginaire breton auprès de ses contemporains parisiens. Nous pouvons toutefois noter que l’œuvre s’intègre parfaitement dans le courant académique de la fin du XIXe siècle. C’est également à cette époque que la mythologie bretonne fait ses premières apparitions au Salon, permettant à la peinture de se renouveler et de s'écarter des mythes gréco-romains, très représentés dans la peinture du XIXe siècle.

### Exposition universelle
La Fuite de Gradlon a été exposé lors de l'Exposition universelle de 1889.

### Entrée dans les collections du musée des Beaux-Arts de Quimper
L’acquisition du tableau par l’État provient d’une initiative de l’artiste lui-même qui, en mai 1884, écrit une lettre au ministre de l’Instruction publique lui proposant d’acheter La Fuite de Gradlon. Quelques jours après la réception de cette lettre, Paul Dubois, directeur des Beaux-Arts, répond à Luminais en lui indiquant que son œuvre a été inscrite à la liste des ouvrages à classer par mérite, par le comité des travaux d’art. Le 31 mai 1884, Paul Dubois écrit à Louis Hémon, député républicain du Finistère, l'informant que le tableau serait réservé au musée des Beaux-Arts de Quimper, si l’État décidait de l’acquérir.
C’est seulement quelques jours plus tard, en juin 1884, que le directeur des Beaux-Arts et l’artiste s’accordent sur un prix de 3000 francs, et qu’un arrêté d’acquisition est émis par l’État. Le 4 juillet 1884, le paiement est effectué et le tableau est livré au conservateur du dépôt des ouvrages d’art appartenant à l’État. Il faut encore attendre plusieurs mois, jusqu’au 23 décembre 1884, pour que le tableau prenne la route en direction du musée des Beaux-Arts de Quimper. Le 27 décembre de la même année, il arrive dans son nouvel établissement d’accueil. La Fuite de Gradlon est visible par les visiteurs à partir du 17 janvier 1885.
À la suite du remaniement du musée en février 1895, le tableau quitte sa salle d’origine pour être exposé aux côtés de deux autres grands chefs-d'œuvre du musée des Beaux-Arts de Quimper, Le Combat des Trente d’Octave Penguilly-l’Haridon et La Peste d’Elliant de Louis Duveau, dans la galerie principale, donnant sur la rue Verdelet.
La propriété du tableau a été officiellement transférée de l’État au musée des Beaux-Arts de Quimper le 15 novembre 2013, comme le prévoit le code du patrimoine pour les œuvres mises en dépôt avant le 7 octobre 1910.

### Postérité
Dans le cadre des célébrations de l’an 2000, La Fuite de Gradlon a inspiré un court-métrage retraçant l’histoire de la Cornouaille, dans lequel l'œuvre a été intégrée. Celui-ci a été projeté sur la façade du musée des Beaux-Arts de Quimper, place Laennec, tous les soirs du 28 décembre 1999 au 5 janvier 2000, de 18h à 22h. Seuls des extraits du court-métrage de vingt minutes ont été projetés en 1999, sa version complète ayant été révélée le jour de la Saint-Sylvestre.
La Fuite du roi Gradlon a inspiré la chanson C'est trop tard du groupe Red Cardell, qui figure sur l'album Falling in Love, sorti en avril 2012.

## Analyse

### Le sujet
Ce tableau fait référence à un épisode légendaire de Basse-Bretagne, lié à la ville d'Ys, située dans la baie de Douarnenez. L'artiste, attaché à ses origines nantaises, s'est probablement inspiré de la version de cette histoire racontée dans le Barzaz Breiz par Théodore Hersart de La Villemarqué, très diffusée au XIXe siècle. L'histoire est alors racontée ainsi :
« Il existait en Armorique, aux premiers temps de l’ère chrétienne, une ville, aujourd’hui détruite, à laquelle l’anonyme de Ravenne donne le nom de Chris ou Keris. A la même époque, c’est-à-dire au cinquième siècle, régnait dans le même pays un prince appelé Gradlon et surnommé Meur, c’est-à-dire le Grand. Gradlon eut de pieux rapports avec un saint personnage, nommé Gwénnolé, fondateur et premier abbé du premier monastère élevé en Armorique. Voilà tout ce que l’histoire nous apprend de cette ville, de ce prince et de ce moine ; mais les chanteurs populaires nous fournissent d’autres renseignements. Selon eux, Ker-is ou la ville d’Is, capitale du roi Gradlon, était défendue contre les invasions de la mer par un puits ou un bassin immense, destiné à recevoir l’excédent des eaux à l’époque des grandes marées. Ce puits avait une porte secrète dont le roi seul gardait la clef, et qu’il ouvrait et fermait, quand cela était nécessaire. Or une nuit, pendant qu’il dormait, la princesse Dahut, sa fille, voulant couronner dignement les folies d’un banquet donné à un amant, déroba à son père la clef fatale, courut ouvrir l’écluse et submergea la ville… Fuyant à toutes brides sa capitale envahie par les flots qui le poursuivaient lui-même et qui mouillaient déjà les pieds de son cheval, il emportait sa fille en croupe, lorsqu’une voix terrible lui cria par trois fois : “Repousse le démon assis derrière toi !” Le malheureux père obéit et soudain les flots s’arrêtèrent… »

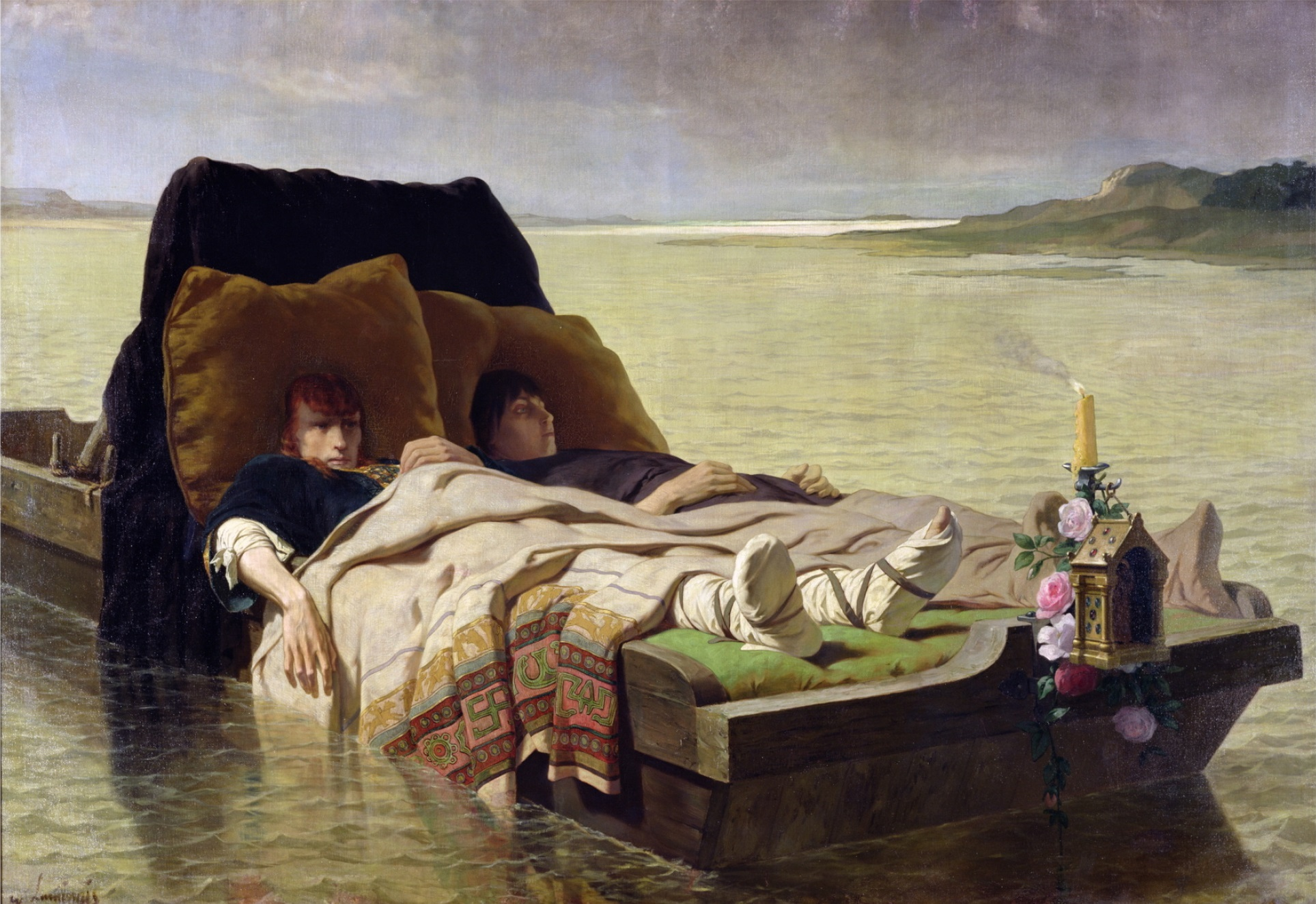
Évariste-Vital Luminais, Les Énervés de Jumièges, après 1880, huile sur toile, musée des Beaux-Arts de Rouen, inv. D.912.1.1

L'épisode choisi par Luminais s'inspire de ces écrits, mais ne correspond pas à une scène précise du Barzaz Breiz. Il est plutôt évoqué dans les commentaires ajoutés par La Villemarqué. Ainsi, la chute de Dahut provient probablement d'une autre source, non identifiée aujourd'hui. De même, l’artiste a choisi de focaliser son œuvre sur le sacrifice de la fille par le père, mais le lien du tableau avec la ville d’Ys et l’histoire qui précède cet événement est plutôt discret. Ce thème du sacrifice d'un ou plusieurs enfants par leur père est très apprécié de Luminais, et se retrouve notamment dans d'autres de ses toiles à sujet historique, comme La Mort de Chramm, ou encore Les Énervés de Jumièges.
Luminais a également pu s'inspirer de La Bretagne ancienne et moderne de Pitre-Chevalier, paru en 1844 qui raconte la fuite du roi Gradlon, et dont les illustrations ont été réalisées par Octave Penguilly-L'Haridon.
Le goût de l’artiste pour cette histoire provient peut-être du séjour à Quimper qu’il a réalisé dans son enfance. Le roi Gradlon est en effet considéré comme le fondateur légendaire de la ville.

### La composition
Le regard du spectateur est immédiatement attiré par le visage blême de Dahut, pris entre les deux chevaux. Il constitue le centre d’un cercle défini par les mouvements et les regards des personnages, mais aussi le déplacement des vêtements et des chevaux. La jeune femme, prise dans ce cercle, ne peut échapper à sa culpabilité.
Le tableau peut se décomposer en deux sections : la première, à droite, représente le pouvoir temporel, tandis que la seconde, à gauche, est à rattacher au pouvoir spirituel. Ainsi, le roi Gradlon et sa fille appartiennent au registre temporel, tandis que saint Guénolé représente le pouvoir spirituel. Ceci est mis en évidence par le geste du saint, dont le doigt pointé vers le ciel évoque son lien avec le divin, également visible dans le nimbe qui entoure sa tête. Le saint semble alors être une apparition, comme le suggèrent l’absence de selle et de rênes sur son cheval. Cet effet est renforcé par la position de l'animal, que Françoise Daum, historienne de l'art, qualifie de « légèreté toute aérienne ».

### Le drame
La Fuite de Gradlon représente le moment précis où le roi Gradlon choisit d'abandonner sa fille Dahut dans l'eau, en raison de ses péchés, sur les conseils de saint Guénolé. Il est caractérisé par sa tension dramatique, transcrite par les positions des corps et la musculature des chevaux, et par l'expression faciale de défiance de Dahut.
Le choix de peindre le drame à son paroxysme diffère des œuvres précédentes de l’artiste, telles que Gaulois revenant de la chasse, et fait de ce tableau une exception dans son travail. La toile rassemble tous les moments les plus intenses de l’histoire : la volonté de Dieu est exprimée par le geste de saint Guénolé, Gradlon a pris la décision de repousser Dahut dans les flots, tandis que cette dernière est déjà en train de tomber du cheval, tentant désespérément de s’accrocher à la cape de son père.
Le tableau adopte un cadrage assez audacieux et moderne, qui renforce encore la tension de la scène. Le spectateur a en effet l’impression d’être en face des personnages, qui s’élancent vers lui et semblent sur le point de sortir de la toile.
Le drame de cette œuvre passe également par divers moyens plastiques, tels que les attitudes des personnages et des chevaux, l’intensité des regards du père et de la fille, ou encore la menace des vagues qui déferlent sur l’immense paysage. La confrontation des couleurs froides du ciel et de la mer, ainsi que la pâleur du visage de la jeune fille, mettent également en valeur le paroxysme de la scène. Le tableau adopte un aspect théâtral, visible dans le soin apporté aux costumes, ou encore dans les gestes des protagonistes. Le spectateur comprend alors que, bien que l’action soit encore en train de se dérouler, la fin de l’histoire est inexorable.
La monumentalité du tableau, de même que sa facture, participent à élever cet épisode de la mythologie bretonne au même niveau de prestige que d’autres mythologies européennes, comme la mythologie gréco-romaine. Luminais n’a en effet pas cherché à représenter la scène de façon réaliste et rationnelle mais plutôt à en faire un réel tableau d’histoire.

### Luminais et la peinture d’histoire
Évariste-Vital Luminais était passionné par l’époque médiévale, et collectionnait divers objets se rapportant au médiévalisme, tels des tissus, des vases, ou encore du mobilier. Louis Énault écrivait en 1882, à propos des œuvres de l’artiste :
« M. Luminais est un puissant évocateur du passé, restaurateur obstiné des temps mérovingiens, dont le pinceau a fait jaillir pour nous des entrailles de l’histoire ces figures… d’une expression à la fois si personnelle et si intense… »
Durant les années 1880, il puise son inspiration dans la mythologie bretonne.

## Les esquisses
Trois esquisses de La Fuite de Gradlon sont connues. Deux d’entre elles sont conservées dans des musées bretons, tandis que la dernière, moins connue, semble circuler sur le marché d’art parisien.

### Esquisse du musée des Beaux-Arts de Quimper

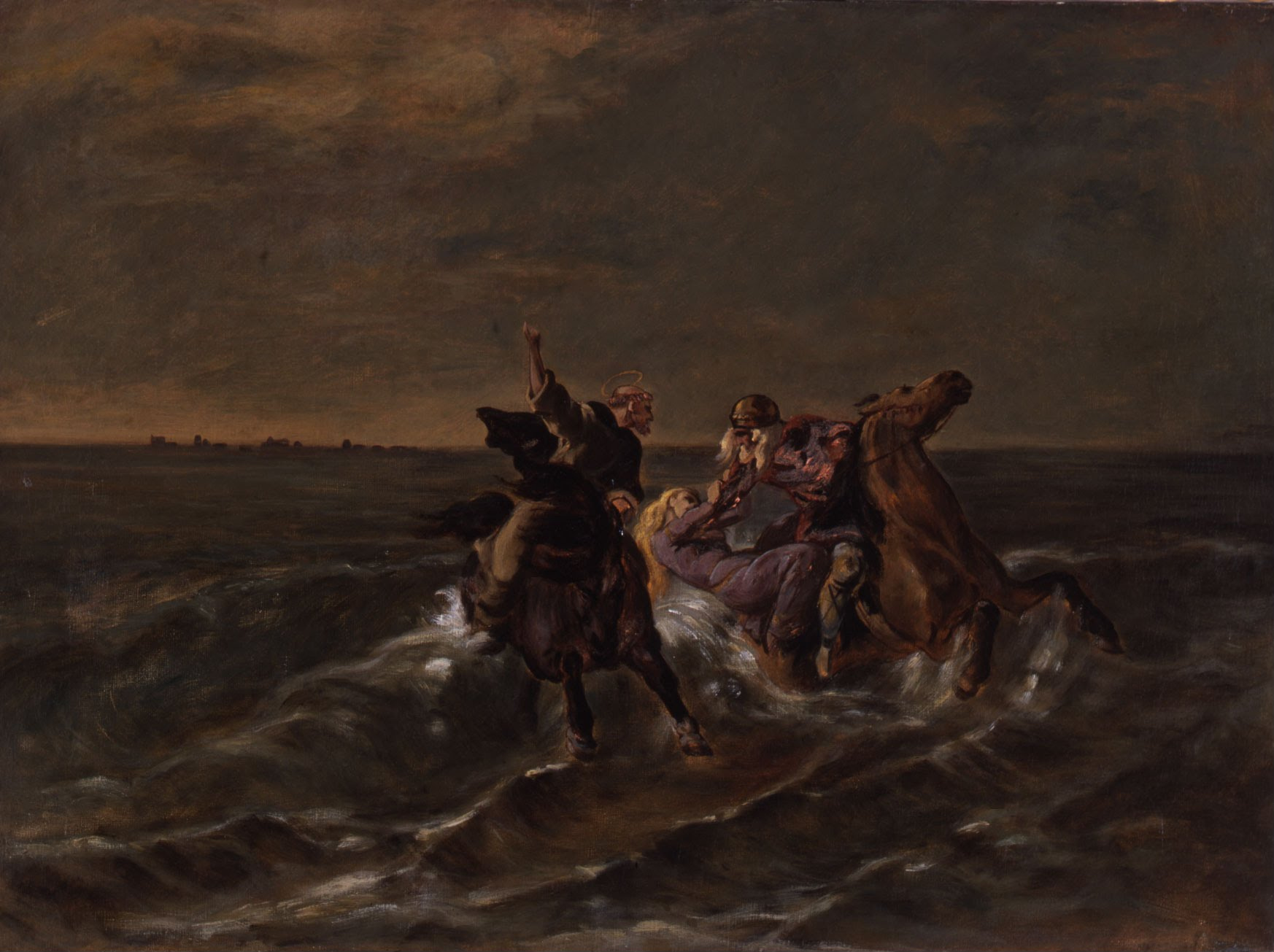
Évariste-Vital Luminais, Fuite de Gradlon (esquisse), avant 1884, huile sur toile, musée des Beaux-Arts de Quimper, inv. 93-7

L’esquisse du musée des Beaux-Arts de Quimper, une huile sur toile, a été peinte avant 1884, sans qu’une date précise ne soit connue. Elle a été acquise par le musée en 1993, via un achat auprès d’un particulier, et n’est pas exposée en salle.
Le tableau final et l’esquisse de Quimper adoptent des compositions similaires. La différence majeure réside dans les couleurs, plus froides et claires dans l'œuvre achevée. Certains ajouts peuvent également être remarqués par rapport à l’esquisse : des oiseaux dans la partie droite du tableau, une roche dans la partie inférieure, suggérant la terre, et la cape rouge du roi Gradlon, apportant de la tension dramatique à la scène. Celle-ci est renforcée, dans l'œuvre présentée au Salon, par les positions des chevaux, ou encore la vague menaçant les personnages, mieux définie dans la version finale. La position du roi Gradlon a été légèrement modifiée au cours de l’élaboration de l'œuvre, son corps étant orienté vers le spectateur dans la version finale. De même, les personnages sont proportionnellement plus petits dans l'esquisse. Geneviève Le Bris suggère que l’esquisse présente une plus grande « impression d’immensité » que le tableau final.
André Cariou, ancien directeur du musée des Beaux-Arts de Quimper, dans Il était une fois… l’Histoire, suppose que l’artiste a apporté ces modifications à son œuvre finale afin de rendre le thème plus compréhensible pour le grand public, et de pallier une potentielle confusion face à la position du groupe dans la mer, la raison du geste de Gradlon, ou encore la nature de celui-ci.

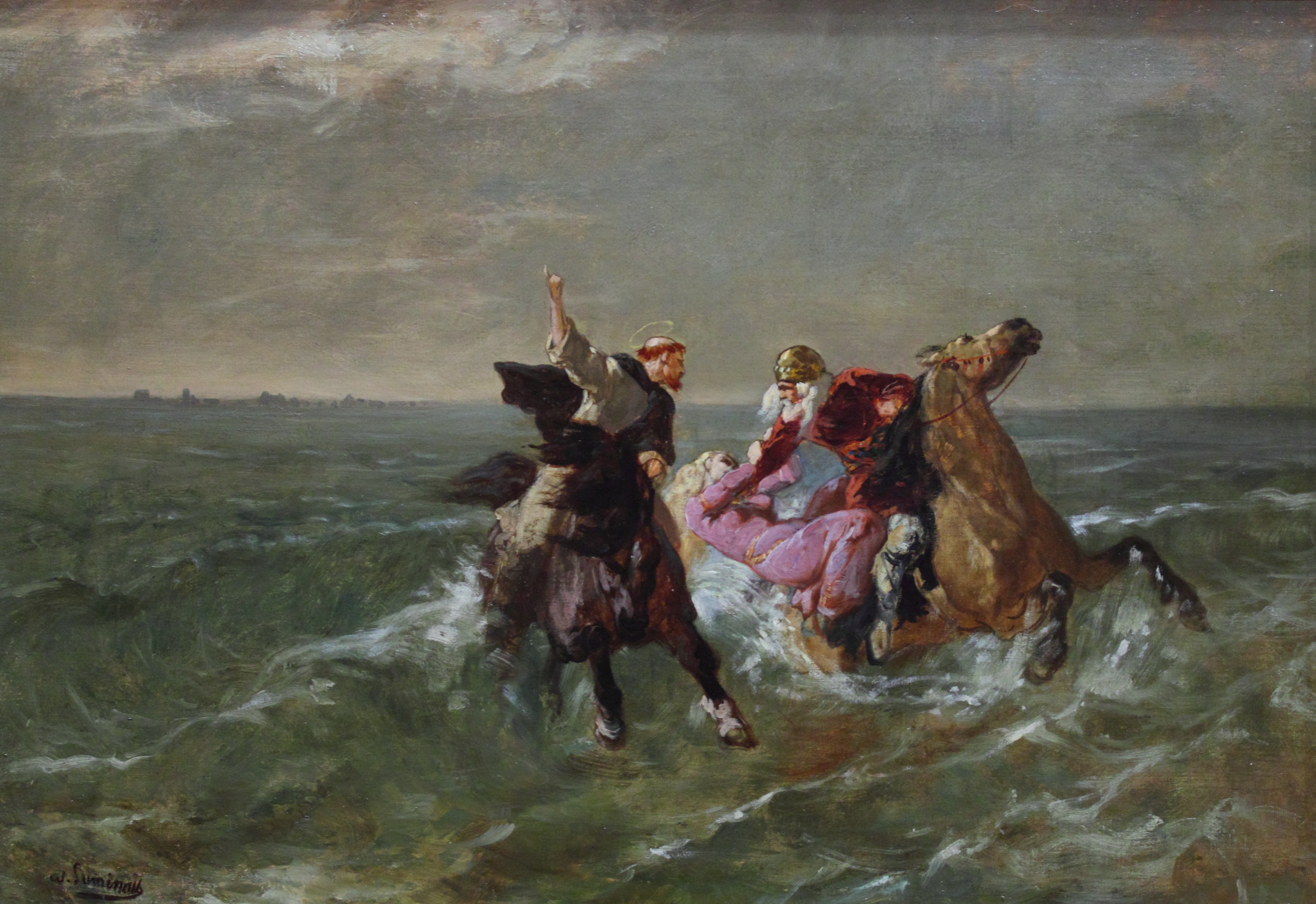
Évariste-Vital Luminais, La Chevauchée de Saint Guénolé et du roi Gradlon, v.1884, huile sur toile, musée de Beaux-Arts de Rennes, inv. 1962.19.1

### Esquisse du musée des Beaux-Arts de Rennes
L’esquisse rennaise, présentée sous le titre La Chevauchée de saint Guénolé et du roi Gradlon, a également été peinte vers 1884, peu de temps avant la version finale du tableau. Elle est entrée dans les collections du musée des Beaux-Arts en 1962 et est actuellement conservée dans les réserves. Il s'agit aussi d'une huile sur toile.
L’esquisse de Rennes est très similaire à celle de Quimper. Elle adopte la même composition, et présente les mêmes différences avec l'œuvre finale. Les deux esquisses se distinguent toutefois par leurs palettes chromatiques, celle de Quimper étant plus sombre que celle de Rennes.

### Esquisse parisienne
Peu de détails sont connus à propos de la version parisienne de La Fuite de Gradlon. Il semble toutefois que saint Guénolé ne soit pas représenté sur celle-ci. Luminais, trouvant les figures de Gradlon et de Dahut esseulées, décida d'ajouter le saint à leurs côtés dans la version finale de l'œuvre.

## Expositions
- Du 2 juillet au 3 novembre 2024 : Cheval en majesté - Au cœur d'une civilisation, château de Versailles, Versailles, France[2]
- Du 7 novembre 2012 au 11 mars 2013 : Histoire, histoires, musée des Beaux-Arts, Quimper, France[42]
- Du 2 avril au 10 mai 2004 : Il était une fois... l'Histoire, musée des Beaux-Arts, Quimper, France[42]
- 2002-2003 : Évariste Vital Luminais, peintre des Gaules, musée des Beaux-Arts, Carcassonne, France[42]
- Du 19 juin au 13 octobre 2002 : La ville d'Ys, une Atlantide bretonne, musée départemental breton, Quimper, France[42]
- Du 6 mai au 17 septembre 1995, La Bretagne vue par les peintres du XIXe siècle (2), musée des Beaux-Arts, Quimper, France[42]
- Du 28 novembre 1993 au 30 janvier 1994 : La Bretagne et son identité culturelle. Entre l'héritage celtique et le présent français, musée des Frères Grimm, Cassel, Allemagne[42]
- Du 25 octobre 1992 au 15 janvier 1993 : Ernest Renan, un Celte en Orient, musée de Bretagne, Rennes, France[42]
- Du 1er juillet au 18 octobre 1992 : Ernest Renan, un Celte en Orient, musée d’histoire, Saint-Brieuc, France[42]
- Du 28 avril au 4 novembre 1990 : Arts de Bretagne, XIVe-XXe siècle, Château de Schallaburg, Autriche[42]
- 1955 : La  Bretagne vue par les peintres au XIXe siècle (1), musée des Beaux-Arts, Quimper, France[42]
- 1889 : Exposition universelle, Paris, France[42]
- 1884 : Salon des Artistes français, Palais des Champs Élysées, Paris, France[36]

#### Ouvrages généraux
- Henri Belbéoch, Douarnenez : Au bonheur des peintres, Quimper, Éditions Palantines, 1992, p. 31-32
- Cécile Ritzenhaler, L'École des Beaux-Arts du XIXe siècle : les pompiers, Paris, Éditions Mayer, 1987, p. 236

#### Ouvrages spécialisés
- André Cariou, "Le Printemps des musées" 2004 : Il était une fois... l'Histoire, Quimper, Imprimerie du Commerce, 2004.
- Marcel Kerbourch, Sainte-Anne La Palud : Passionnément, Plonévez-Porzay, TREFEUNTEC 1856, 2024, 240 p., p. 15
- Denise Delouche (dir.) et al., Effets de rêves, Rennes, Presses Universitaires de Rennes 2, sans date, 67 p., p. 41-47.

#### Catalogues d'exposition
- Françoise Daum, Evariste Vital Luminais : Peintre des Gaules, 1821-1896, Carcassonne, Musée des Beaux-Arts de Carcassonne, 2002, 104 p.
- Hélène Delalex et Laurent Salomé, Cheval en majesté, Paris, Lienart Éditions, 2024, 588 p.
- Musée départemental breton, "Barzaz Breiz": le chant de la Bretagne [exposition, Quimper, Musée départemental breton, 28 janvier-31 décembre 2022], Quimper, Archives Finistère, Musée départemental breton, Locus Solus, 2021, 143 p. (ISBN 978-2-36833-374-7).

#### Articles de presse
- Soizic Bouchy-Le Strat et Laurent Silliau, « La Fuite du roi Gradlon, d'Evariste-Vital Luminais », Le Télégramme,‎ 28 juillet 2020
- Yves-Marie Robin, « Quimper vêtu d'images pour l'an 2000 », Ouest-France,‎ 27 décembre 1999.